# James Hooton
James Hooton es un actor inglés, más conocido por interpretar a Sam Dingle en la serie Emmerdale Farm.

## Carrera
El 14 de febrero de 1995 se unió al elenco de la exitosa serie británica Emmerdale Farm donde interpretó Samuel "Sam" Dingle, hasta 1998, posteriormente regresó a la serie en el 2000 y desde entonces aparece.
En el 2007 participó junto al actor Andy Devine en el programa Sopstar Superchef, sin embargo quedaron en el último lugar.
En el 2010 participó en un juego de fútbol para recaudar dinero en beneficencia para la caridad, entre alguno de los participantes estuvieron los actores Michael Le Vell, Ryan Thomas, Kelvin Fletcher, Adam Thomas, Andy Whyment, Craig Gazey, Danny Miller y Lyndon Ogbourne, actores que aparecen en series como Coronation Street, Emmerdale Farm y Waterloo Road.
En el 2011 participó en la obra Our Style is Legendary.

## Filmografía

### Series de televisión
| Año             | Título                       | Personaje    | Notas                              |
| --------------- | ---------------------------- | ------------ | ---------------------------------- |
| 1995 - presente | Emmerdale Farm               | Sam Dingle   | 1.010 episodios                    |
| 1999            | Touching Evil                | Wayne Fitten | 2 episodios                        |
| 1998            | Heartburn Hotel              | Rocket       | episodio "Eurovision Song Contest" |
| 1997            | Heartbeat                    | Simon Sutch  | episodio "Pig in the Middle"       |
| 1997            | The Bill                     | Gavin Jacks  | episodio "Strange Meetng"          |
| 1993            | Peak Practice                | Futbolista   | episodio "Listening Skills"        |
| 1992            | Screen Two                   | Adrian       | episodio "Flea Bites"              |
| 1988            | Palace Hill                  | -            | tv serie                           |
| 1985            | Your Mother Wouldn't Like It | -            | tv serie                           |

### Películas
| Año  | Título                 | Personaje       | Notas                              |
| ---- | ---------------------- | --------------- | ---------------------------------- |
| 2001 | The Last Minutes       | Vendedor        | junto a Max Beesley & Jason Isaacs |
| 2000 | Five Seconds to Spare  | -               | junto a Max Beesley                |
| 1999 | The Last Yellow        | Keith           | junto a Mark Addy                  |
| 1997 | 24:7 Twenty Four Seven | Wolfman Knighty | junto a Bob Hoskins                |
| 1995 | Suckers                | Darren          | corto - junto a Chris Gascoyne     |
| 1994 | Captives               | Prisionero      | junto a Tim Roth                   |

## Premios y nominaciones
| Año  | Categoría                                        | Premio         | Serie          | Resultado |
| ---- | ------------------------------------------------ | -------------- | -------------- | --------- |
| 2007 | Best Soap Storyline (junto a Ursula Holden Hill) | TV Quick Award | Emmerdale Farm | Ganadores |